# Tearmoon Teikoku Monogatari
Tearmoon Teikoku Monogatari: Dantōdai kara Hajimaru, Hime no Tensei Gyakuten Sutōrī (ティアムーン帝国物語 ～断頭台から始まる、姫の転生逆転ストーリー～ lit. Historia del Imperio Tearmoon ~ Una historia de la reencarnación de una princesa, comenzando desde la guillotina?), también conocida como Tearmoon Teikoku Monogatari (ティアムーン帝国物語 ～断頭台から lit. Historia del Imperio Tearmoon desde la guillotina?) y coloquialmente llamada Tearmoon Empire en inglés, es una serie de novelas ligeras japonesas escritas por Nozomu Mochitsuki. La serie comenzó a publicarse en el sitio web de publicación de novelas Shōsetsuka ni Narō en agosto de 2018; Más tarde fue adquirida por TO Books, que está publicando la serie impresa con ilustraciones de Gilse. Una adaptación de manga, ilustrada por Mizu Morino, comenzó a serializarse en el sitio web de manga Comic Corona en agosto de 2019. Una adaptación de serie de televisión de anime de Silver Link se estrenó el 8 de octubre de 2023.

## Sinopsis
En el colapso del Imperio Tearmoon, la princesa Mia de 20 años, que fue despreciada como la princesa egoísta, fue ejecutada en la guillotina. En lugar de morir, se despierta para encontrarse de nuevo en su cuerpo de 12 años. Suplicando evitar la ejecución a toda costa, decide reconstruir el imperio. Como tal, ella "pondría su propia seguridad primero". Su acción supuestamente egoísta, mezclada con su conocimiento de su primera vida, de alguna manera encanta a las personas que la rodean mientras trabaja duro para convertir a sus enemigos en su primera vida en sus aliados.

## Personajes
Mia Luna Tearmoon (ミーア・ルーナ・ティアムーン?)
 Seiyū: Sumire Uesaka
Es la protagonista de la serie y la única princesa del Imperio Tearmoon. A los 20 años, el pueblo y los nobles menores, apoyados por el reino de Sunkland, se levantaron en una revolución que condujo a su ejecución y la de su padre el rey, pero de alguna manera al momento de morir en la guillotina retrocedió en el tiempo y despertó siendo una niña de doce años que conservó el diario de vida de su antigua línea de tiempo donde detalló todos los eventos que llevaron a su desgracia.
Decidida a sobrevivir a como dé lugar se impone dos objetivos: el primero es evitar ganarse el odio de la gente para que no suceda el levantamiento, mientras que el segundo es prepararse, en caso de que la caída del imperio sea inevitable, desarrollando amistades, estrategias y planes que le permitan huir exitosamente.
Aunque estrictamente es una persona que solo vela por sus intereses, las duras vivencias de sus últimos años como una prisionera la han hecho mas empática con situaciones y personas que antes consideraba indignos de su atención, sumado a que su conocimiento del futuro y la tendencia de todos a malinterpretar de forma idealizada sus intenciones la princesa que una vez fue conocida como "La princesa egoísta que arruinó a Tearmoon" ahora es venerada como "La gran sabia del imperio".
Anne Littstein (アンヌ・リトシュタイン?)
 Seiyū: Tomori Kusunoki
Es una de las súbditos más fieles de Mia y su mano derecha. Ella es la doncella personal de Mia. En la línea de tiempo anterior, ella y Ludwig fueron los únicos que estuvieron junto a Mia hasta el final. Originalmente era solo una sirvienta del palacio a quien Mia solía maltratar y golpear, pero tras su detención fue la única que la visitaba en prisión, por lo que tras volver al pasado Mia recompensa su lealtad ascendiéndola a su sirvienta personal y presentándola ante nobles y plebeyos como su confidente y mejor amiga.
Ludwig Hewitt (ルードヴィッヒ・ヒューイット?)
 Seiyū: Yūichirō Umehara
Es uno de los súbditos más leales de Mia y su mano izquierda (mano derecha en materia política). Trabaja en el Ministerio Luna Dorada en la línea de tiempo anterior como un burócrata de bajo rango, famoso por no contenerse a la hora de criticar a la nobleza, vaticinar la gran crisis económica que sufrió el reino o regañar a Mía por sus frivolidades; aun así, estuvo en contra de su ejecución y lamentó que fuese ajusticiada.
En la nueva línea de tiempo Mia intenta impresionarlo repitiendo las mismas enseñanzas y opiniones que Ludwig predicó en el futuro, lo que lo convenció de que se trababa deuna genio y una visionaria, por lo que no dudo en ponerse a su servicio y ayudarla a preprara al reino para evitar el colapso económico y social a las que estaba destinado a sucumbir debido a las olas de pobreza, epidemias, guerras y hambrunas que deberá enfrentar en el futuro. Está destinado a volverse el canciller del imperio y pasar a la historia como uno de los cuatro reyes celestiales al servicio de la Sabia del imperio.
Abel Remno (アベル・レムノ?)
 Seiyū: Yoshitsugu Matsuoka
El segundo príncipe del Reino de Remno. En la línea temporal anterior era un playboy y un jugador atrapado en las sombras de su hermano mayor. En la línea de tiempo actual sus interacciones con Mia lo inspiran a ser una mejor persona por lo que comienza a trabajar hasta convertirse en un espadachín capaz de igualar a Sion, también se dedica a la equitación y comienza a desarrollar una relación romántica con Mia.
Sion Sol Sunkland (シオン・ソール・サンクランド?)
 Seiyū: Shun Horie
Primer Príncipe de Sunkland. Un prodigio de la esgrima y un firme creyente en la justicia. En la línea de tiempo anterior, era el interrés amoroso de Mia, quien consideraba solo alguien tan perfecto como él era digno de ser su pareja, pero Sion la despreciaba debido a su personalidad pedante y sus malas acciones. Es Sion quien ayudó a Tiona a liderar el ejército revolucionario que provocó el colapso de Tearmoon y fue quien adjudicó la ejecución de Mia. En la línea de tiempo actual, poco a poco se convierte en amigo de Mia.
Tiona Rudolvon (ティオーナ・ルドルフォン?)
 Seiyū: Kanon Takao
Hija del Conde Rudolvon, una familia noble menor despreciada por la nobleza central, quienes ven a los nobles provinciales y a los plebeyos como juguetes a quienes usar y discriminar. Sabiendo esto, Tiona estudió mucho en lo académico y en el manejo de la espada, pero como en la línea de tiempo original se volvió una amiga cercana del príncipe Sion, Mia la acosó cruelmente lo que la llevó a formar el Ejército Revolucionario con Sion y adjudicar la ejecución de Mia. En la nueva línea de tiempo, Mia la salva del acoso y la humillación y la trata como a una igual, lo que la lleva a convertirse en una de sus mayores aliadas y futuras amigas. A pesar de su inteligencia y experiencia con el trabajo manual, cuando se trata de cocinar muestra una carencia de sentido común tan grande como Mia.
Rafina Orca Belluga (ラフィーナ・オルカ・ヴェールガ?)
 Seiyū: Nao Tōyama
Hija del Duque Belluga del Santo Principado de Belluga. En el principado su padre es el poder humano más elevado, con sólo Dios por encima de él. Esto la hace funcionalmente equivalente a una princesa en poder y deberes. Conocida como Santa, tiene un fuerte sentido del bien y del mal y cree que tanto los plebeyos como los nobles son amadas creaciones de Dios. En la línea de tiempo anterior, ella desprecia a Mia y ayudó a Sion y Tiona detrás de escena. En la línea de tiempo actual, Mia inicialmente intenta evitarla tanto como sea posible para evitar volver a incurrir en su ira. A través de una serie de interpretaciones erróneas, Rafina finalmente llega a creer en la destreza y la rectitud de Mia, lo que las lleva a convertirse en buenas amigas.
Keithwood (キースウッド?)
 Seiyū: Toshiki Masuda
Asistente personal de Sion. A menudo se siente perdido cuando intenta controlar a su amo o pastorear a quienes lo rodean. Es un hábil luchador y posee una mente astuta.
Liora Lulus (リオラ・ルールー?)
 Seiyū: Fuko Saitō
Asistente personal de Tiona. Ella pertenece a la etnia Lulu, una poderosa y feroz tribu que vive dentro del Bosque de la Quietud, que está en la mira de un noble que desea tomarlo para expandir su territorio; en la línea temporal anterior, Mia fue manipulada para autorizar el movimiento de tropas en el bosque lo que ocasionó que su gente fuera diezmada, siendo una de las razones de su ejecución. Es una niña pequeña y aunque es hábil físicamente carece de sentido común para muchas cosas cotidianas, revelando en una ocasión que para cocinar suele cazar animales de los alrededores y asarlos en fogatas en el patio del colegio.
Chloe Forkroad (クロエ・フォークロード?)
 Seiyū: Rie Takahashi
La hija del dueño de un conocido grupo comercial en Teamoon a quien se le otorgó un estatus noble. Se convierte en la compañera de lectura de Mia. Gracias a ella Mia puede crear conexiones con la empresa de su familia que le permitieron construir la academia junto al Bosque de la Quietud y establecer una línea estable de suministros para importar alimentos desde otros continentes en preparación para la época de hambruna que llegaría.
Dion Alaia (ディオン・アライア?)
 Seiyū: Makoto Furukawa
Comandante del ejército de Tearmoon. A pesar de haber sido enviado al borde del territorio Lulu, está en contra de involucrarse con la tribu. En la línea de tiempo anterior, Mia ordenó el despliegue de las tropas contra los Lulu, como consecuencia todos sus hombres fueron masacrados por la tribu, siendo el único sobreviviente, por ello apoyó el levantamiento y cuando Mia fue puesta en la guillotina es quien la decapitó. En la línea del tiempo actual, las intervenciones de Mia le dan la excusa para retirar sus tropas sin entrar en combate e iniciar el diálogo con los Lulu deteniendo el conflicto; tras esto, es reclutado por Ludwig para convertirse en general del ejército y colaborador cercano de Mia, estando destinado a ser conocido como uno de los cuatro reyes celestiales al servicio de la Sabia del imperio.
Eris Littstein (エリス・リトシュタイン?)
 Seiyū: Hina Yōmiya
La enfermiza hermana menor de Anne y una aspirante a autora. En la línea de tiempo original, escribió una novela titulada "El príncipe empobrecido y el dragón dorado" que Anne le leía a Mia en la cárcel para animarla, sin embargo, la novela quedó inconclusa ya que la mala salud de Eris y las privaciones debido a la mala situación del país la condujeron a una muerte prematura. En la nueva línea de tiempo, Mia financia a Eris como su escritora personal, deseando ver una conclusión decisiva de la historia que la Eris original no pudo escribir. Gracias a este cambio, la joven no solo lograría sobrevivir, sino también en el futuro escribirá la historia de Mia, convirtiéndose en éxito de ventas.

## Contenido de la obra

### Novela ligera
Tearmoon Teikoku Monogatari fue escrita por Nozomu Mochitsuki, la serie comenzó a publicarse en el sitio web de publicación de novelas Shōsetsuka ni Narō el 13 de agosto de 2018. En junio de 2019, la serie fue adquirida por TO Books, que publicó la serie impresa con ilustraciones de Gilse. Hasta enero de 2023, se han publicado doce volúmenes.
En noviembre de 2019, J-Novel Club anunció que obtuvo la licencia de las novelas para su publicación en inglés bajo su sello J-Novel Heart.

### Manga
Una adaptación de manga, ilustrada por Mizu Morino, comenzó a serializarse en el sitio web de manga Comic Corona el 12 de agosto de 2019. A partir de septiembre de 2022, sus capítulos individuales se han recopilado en cinco volúmenes de tankōbon.
En mayo de 2022, J-Novel Club anunció que también obtuvieron la licencia del manga.

### Obra teatral
Una adaptación teatral de la serie de novelas se presentó en Tokio del 9 al 13 de septiembre de 2020. Fue dirigida por Yuki Shinome y escrita por Suika Suika. Kanako Hiramatsu, Reo Hotta y Miyuki Torii interpretaron los papeles principales. Una segunda representación teatral con el mismo personal y elenco que la primera se mostró en Tokio del 14 al 19 de julio de 2021.

### Anime
El 6 de septiembre de 2022 se anunció una adaptación de la serie de televisión de anime. Está producida por Silver Link y dirigida por Yūshi Ibe, con guiones escritos por Deko Akao, diseños de personajes a cargo de Mai Otsuka y música compuesta por Kōji Fujimoto. La serie se estrenó el 8 de octubre de 2023 en BS11, MBS y Tokyo MX. El tema de apertura es "Happy End Princess" de Sumire Uesaka, mientras que el tema de cierre es "Queen of the Night" de Kanoe Rana. Crunchyroll obtuvo la licencia de la serie fuera de Asia. Muse Communication obtuvo la licencia de la serie en el sudeste asiático.